# Картавый, Даниил Дмитриевич
Картавый Даниил Дмитриевич (род. 10 июля 1994, Кривой Рог, Днепропетровская область) — украинский борец вольного стиля.

## Спортивная карьера
На чемпионате Европы по борьбе 2018 года финишировал седьмым. Третье место на академическом чемпионате мира 2016 года. Третье место на чемпионате мира среди юношей до 23 лет в 2017 году. Второе место на чемпионате Европы среди юношей до 23 лет в 2016 году.

### Спортивные достижения
- Чемпион Украины (2015)[2].